# Chailles
Chailles – miejscowość i gmina we Francji, w Regionie Centralnym, w departamencie Loir-et-Cher.
Według danych na rok 1990 gminę zamieszkiwały 1602 osoby, a gęstość zaludnienia wynosiła 86 osób/km² (wśród 1842 gmin Regionu Centralnego Chailles plasuje się na 250. miejscu pod względem liczby ludności, natomiast pod względem powierzchni na miejscu 714.).